# Monti Ust'-Viljujskij
I monti Ust'-Viljujskij (in russo Усть-Вилюйский хребет?; in lingua sacha: Уус Бүлүү) sono una catena montuosa della Siberia Orientale che fa parte del sistema montuoso dei Monti di Verchojansk. Si trovano nella Sacha (Jacuzia), in Russia.

## Geografia
Gli Ust'-Viljujskij si allungano per circa 65 km in direzione nord-ovest/sud-est nella parte sud-occidentale dei monti di Verchojansk, lungo la sponda orientale del fiume Lena, di fronte alla foce del fiume Viljuj che si immette nella Lena dalla sponda occidentale. Il punto più alto della catena è un picco senza nome di 998 m (815 m secondo alcune mappe).
Il fiume Ljapiske (tributario della Lena) scorre al limite nordoccidentale della catena. Il limite sud-occidentale è segnato dal corso del Ljunkjubej che separa gli Ust'-Viljujskij dalla catena dei Čočumskij.